# Rivière à la Corne
Rivière à la Corne är ett vattendrag i Kanada.   Det ligger i provinsen Québec, i den östra delen av landet, 400 km nordost om huvudstaden Ottawa.
I omgivningarna runt Rivière à la Corne växer i huvudsak blandskog. Trakten runt Rivière à la Corne är nära nog obefolkad, med mindre än två invånare per kvadratkilometer.